# Csoóri Sándor (költő)

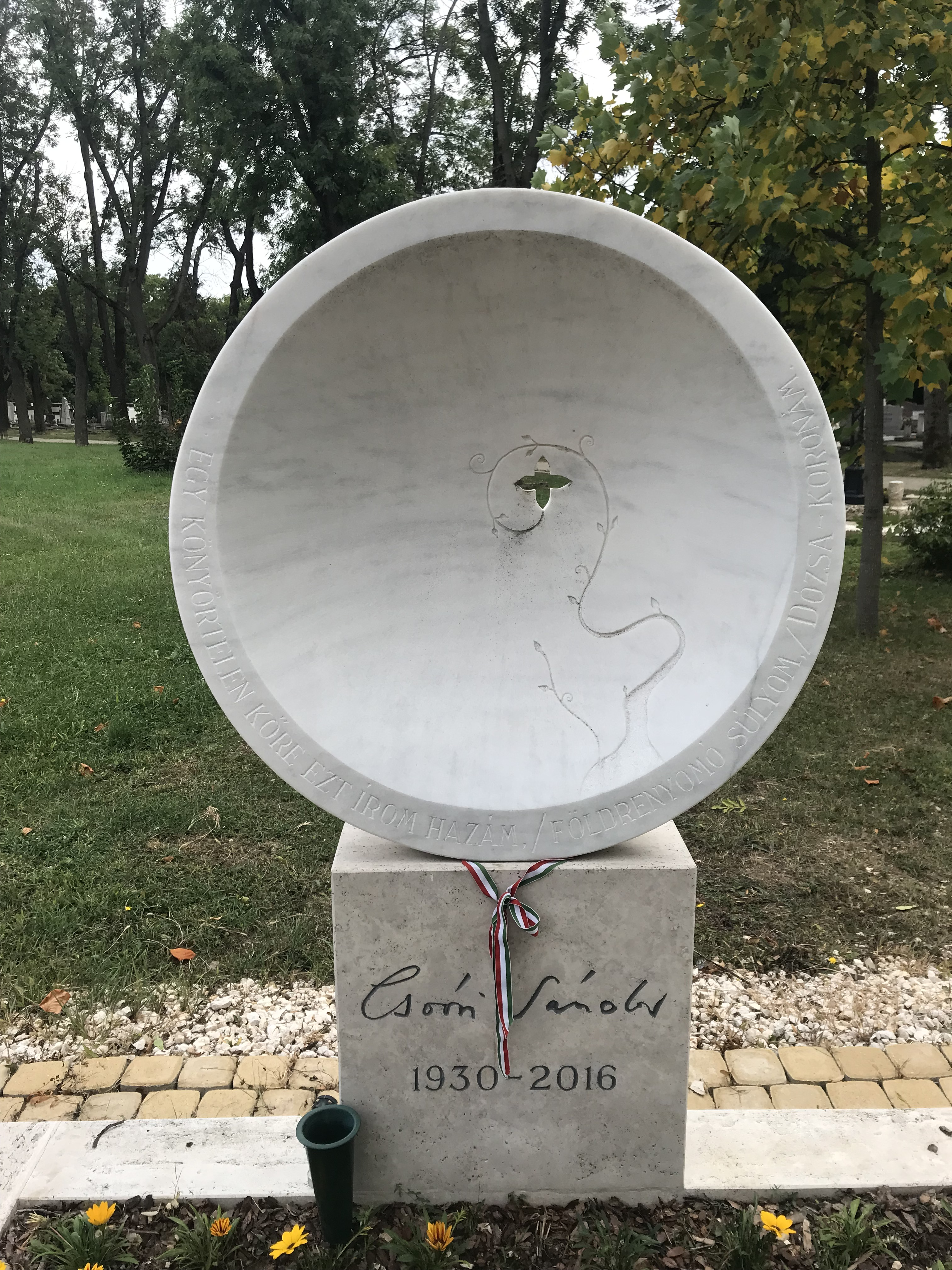
Csoóri Sándor síremléke 2021 szeptemberében

Csoóri Sándor (Zámoly, 1930. február 3. – Üröm vagy Budapest, 2016. szeptember 12.) a Nemzet Művésze címmel kitüntetett, kétszeres Kossuth-díjas és kétszeres József Attila-díjas magyar költő, esszéíró, prózaíró, politikus, a Digitális Irodalmi Akadémia alapító tagja.

## Élete

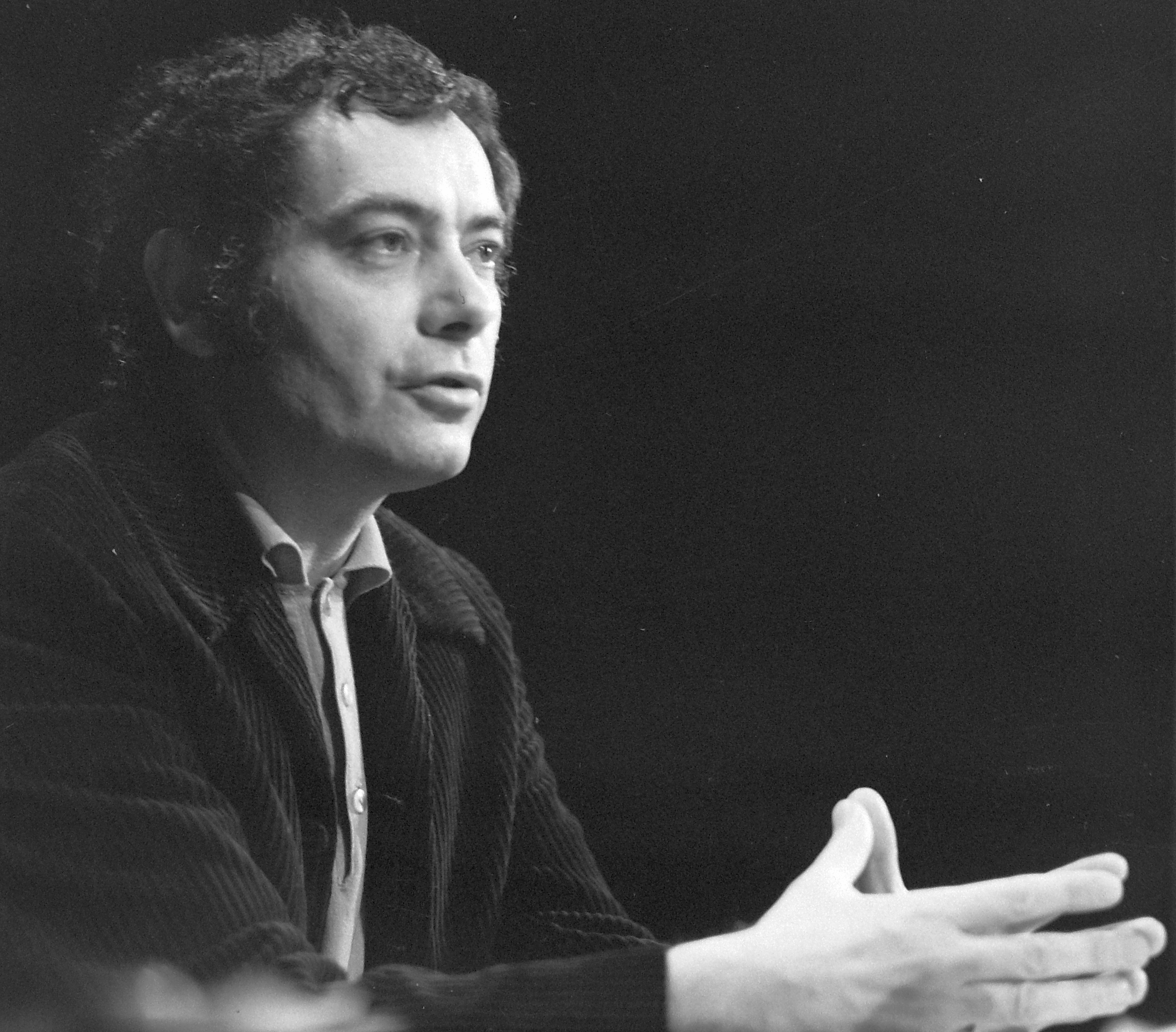
1973-ban

1930-ban született Zámolyon, református parasztcsaládban.
1950-ben érettségizett a Pápai Református Kollégiumban, majd az ELTE Orosz Intézetében tanult, de tanulmányait betegsége miatt félbehagyta. Különböző újságoknál és folyóiratoknál dolgozott, így 1953–54-ben az Irodalmi Újság munkatársa, 1955–56-ban az Új Hang versrovatszerkesztője. 1956 után egy ideig nem talált munkát, majd az 1960-as évek elején a Budapesti Műszaki Egyetem újságjának szerkesztői munkatársa, 1968-tól 1988-ig a Mafilm dramaturgja.
A hatalom hamar észrevette, hogy Csoóri nem tartozik feltétlen hívei közé. Írásaiban kritizálta a diktatúra személyiség- és társadalomromboló hatását, különös tekintettel a vidéki emberek sorsára. Gyakran volt megfigyelés és szilencium alatt, néha évekig. Nem kaphatott komolyabb elismerést, díjakat. Budapesten élt, ahol a Belvárosi kávéházban jöttek össze barátaival, többek között Jancsó Miklóssal, Orbán Ottóval, Konrád Györggyel, Kósa Ferenccel.
Első versei 1953-ban jelentek meg, nagy feltűnést keltve a Rákosi-korszakot bíráló hangvételükkel. Ezekben, valamint első kötetében (Felröppen a madár, 1954) még leginkább Petőfi realista közéletiségét követte. Költészete az 1960-as évekre forrott ki igazán. A Kádár-korszak ellenzékének egyik legmarkánsabb képviselőjévé vált. A hetvenes évekre alakult ki költészetének jellegzetes karaktere, amelynek legfőbb ismérvei: a képekből áradó metafizikai sugárzás, a váratlan és meglepő asszociációk sora, a mindenkor személyes hangvétel mint hitelesítő jegy és a közösségi elkötelezettség. Szakolczay Lajos így fogalmazott: „Zrínyi kezéből vette ki a kardot, s Kosztolányi selyemsálát csavarta a nyakára.” Görömbei András szerint „költőként az a legnagyobb irodalomtörténeti érdeme, hogy összetéveszthetetlenül egyéni színnel vitte tovább költészetünknek azt a fő vonulatát, melyet elődei és kortársai Balassi Bálinttól Nagy Lászlóig megteremtettek.” Mint monográfusa fogalmaz, a Csoóri-vers „sokrétegű, (…) gazdag képvilágú, érzékletes közvetlenséget és szürrealisztikus asszociációkat együtt mozgató, a természetet és a kozmoszt az emberi ügyek részévé és jelképévé avató, ritmusában nyugtalanságot és belső nyugalmat egyszerre sugalló”. Verseit számos idegen nyelvre lefordították.
Esszéiben a képi és a logikai megközelítést egyszerre alkalmazza. Irodalmi pályaképek, népköltészeti és történelmi tárgyú művek, nemzeti sorskérdéseinket boncolgató írások, valamint saját életének eseményeit megörökítő esszék százait írta meg és tette közzé a hatvanas évek elejétől. Németh László és Illyés Gyula nyomdokain haladva hozta létre a magyar esszéírás egyik csúcsteljesítményét: „Csoóri esszéi a magyar nemzeti önismeret elmélyítésének, gazdagításának bázisai” (Görömbei András).

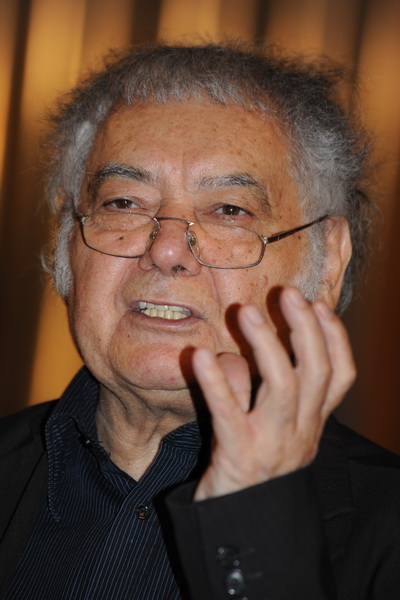
2009-ben (Bahget Iskander felvétele)

Szociográfiát (Tudósítás a toronyból, 1963), szociográfiai jellegű kisregényt (Iszapeső, 1981), gyermekverseket (Lekvárcirkusz bohócai, 1969; Lábon járó verőfény, 1987; Ördögfióka, 2006, Moziba megy a Hold, 2008; Hova megy a hegy?, 2011) is írt. Kósa Ferenc (Tízezer nap; Ítélet; Hószakadás; Nincs idő) és Sára Sándor (Földobott kő; 80 huszár; Tüske a köröm alatt) filmjeinek forgatókönyvírója volt. Összegyűjtött versei 2000-ben láttak napvilágot (A jövő szökevénye), 2004-ben megjelent válogatott verseinek gyűjteménye (Elkártyázott köpeny). 2007-ben Tizenhét kő a parton címmel jelent meg esszékötete. 2009-ben Harangok zúgnak bennem címen adott ki újabb verseskötetet.
A hatvanas években kubai utazása nyomán nagy hatással volt rá Che Guevara forradalmisága, akiről verset is írt. A hazai állapotokat is inkább balról bírálta.
A hetvenes évektől a népi-nemzeti ellenzék vezető egyénisége volt, komoly szerepet vállalt a rendszerváltás előkészítésében. Több alkalommal sújtották szilenciummal, több ezer oldalnyi ügynöki jelentést írtak róla, népszerűsége azonban rendkívül magas volt, előadásain rendszerint zsúfolt termek fogadták. 1990-ben egy néhányak által antiszemitának minősített cikke („Nappali hold”) miatt több írótársa szembefordult vele, a Magyar Írószövetség pedig (amelynek elnökségi és választmányi tagja is volt) nyilvánosan elhatárolódott tőle.
1985-ben részt vett az ellenzéki csoportok monori találkozóján, ahol a találkozó második napján „Új magyar önépítés” címmel tartott referátumot. 1987-ben egyike volt a Magyar Demokrata Fórum alapítóinak, majd 1993-ig a mozgalom, később a párt elnökségi tagja. 1988-tól a Hitel (folyóirat, 1988–) szerkesztőbizottsági elnöke, 1992-től főszerkesztője. 1991-től 2000-ig a Magyarok Világszövetségének elnöke. Ebben a funkciójában kezdeményezte 1992 nyarán a Duna Televízió létrehozását, mely még az év karácsonyán megkezdte sugárzását.
Utolsó éveiben visszavonultan élt. A nyilvánosság előtt utoljára a 85. születésnapja tiszteletére szervezett ünnepségen jelent meg a Petőfi Irodalmi Múzeumban. Hosszan tartó, súlyos betegség után 2016. szeptember 12-én halt meg. Szeptember 21-én temették el az Óbudai temetőben. Az állami szertartáson Balog Zoltán, az Emberi Erőforrások minisztere, Tornai József költő és Kósa Ferenc filmrendező búcsúztatta.

## Művei

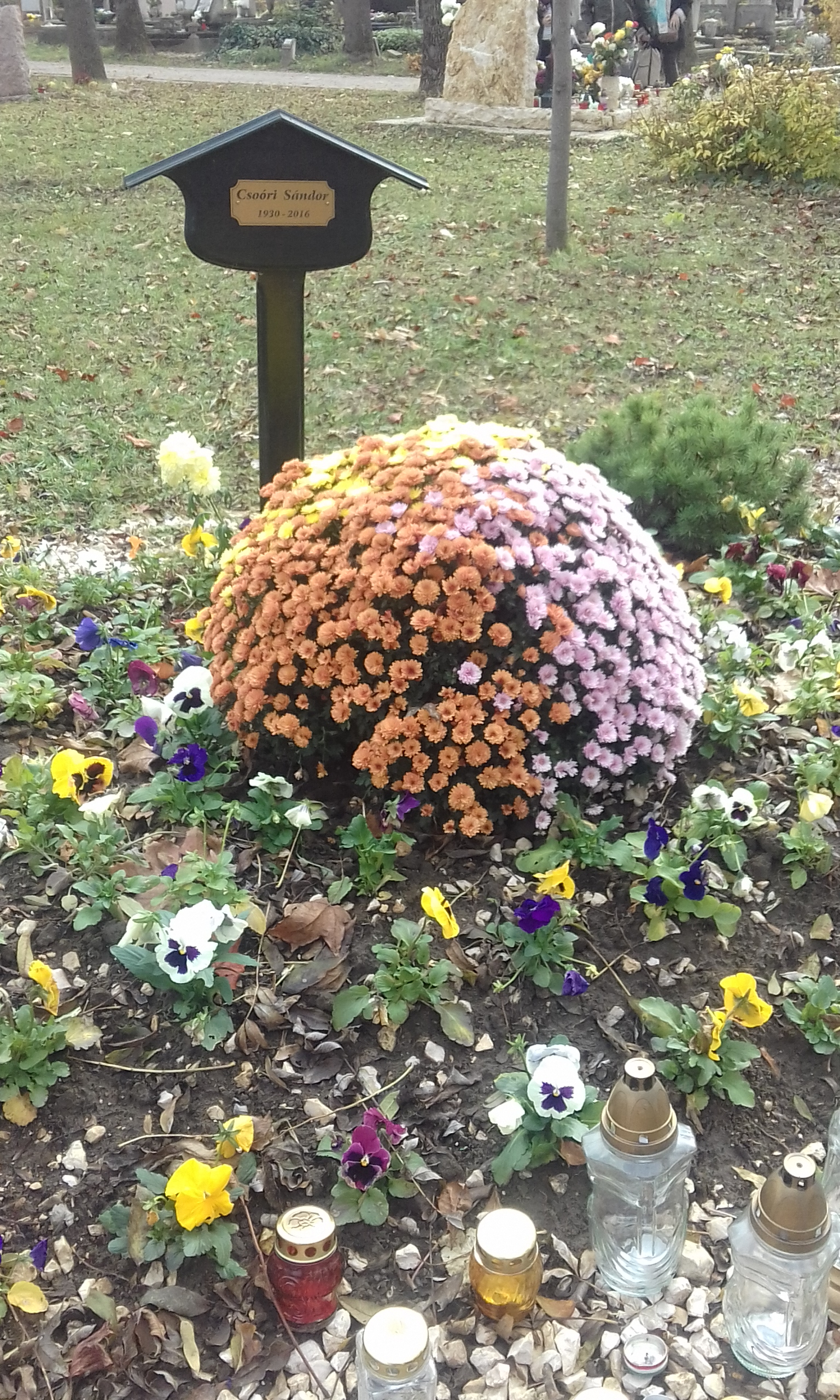
Sírja az Óbudai temetőben

- Felröppen a madár; Szépirodalmi, Budapest, 1954
- Ördögpille; Magvető, Budapest, 1957
- Menekülés a magányból; Magvető, Budapest, 1962
- Tudósítás a toronyból; Magvető, Budapest, 1963
- Kubai napló; Magvető, Budapest, 1965
- A költő és a majompofa; Magvető, Budapest, 1966
- Második születésem; Magvető, Budapest, 1967
- Lekvárcirkusz bohócai. Gyermekversek; Móra, Budapest, 1969
- Faltól falig; Magvető, Budapest, 1969
- Forradás; Magvető, Budapest, 1972
- Biztató; Kaláka, Lyndhurst, 1973
- Párbeszéd, sötétben; Magvető, Budapest, 1973
- Utazás, félálomban; Magvető, Budapest, 1974
- Sose harmadnapon. Versek; Megyei Könyvtár, Békéscsaba, 1976
- A látogató emlékei; Magvető, Budapest, 1977
- Jóslás a te idődről; Magvető–Szépirodalmi, Budapest, 1979 (30 év)
- Nomád napló; Magvető, Budapest, 1979
- 80 huszár. Csoóri Sándor és Sára Sándor filmje; Magvető, Budapest, 1980 (Ötlettől a filmig)
- A tizedik este; Magvető, Budapest, 1980
- Iszapeső; Magvető, Budapest, 1981 (Rakéta Regénytár)
- A szellemi haza alapozása; Bartók Centenáriumi Bizottság, Manville, 1981
- Egy nomád értelmiségi; AB, Budapest, 1982
- Elmaradt lázálom; Magvető, Budapest, 1982
- A félig bevallott élet; Magvető, Budapest, 1982
- Tenger és diólevél; Kriterion, Bukarest, 1982 (Századunk)
- Victor Vasarely tíz kompozíciója Csoóri Sándor verseivel. Bartók Béla emlékezetére; Magyar Helikon, Budapest, 1982
- Várakozás a tavaszban; Magvető, Budapest, 1983
- Kezemben zöld ág; Magvető, Budapest, 1985
- Készülődés a számadásra; Magvető, Budapest, 1987
- Lábon járó verőfény; Móra, Budapest, 1987
- Csoóri Sándor breviárium; válogatta, szerkesztette: pályakép, bibliográfia Vasy Géza; Eötvös, Budapest, 1988 (Breviárium)
- ABC. Csoóri Sándor, Fodor András, Horgas Béla, Márton László, Rákos Sándor versei, Szántó Tibor tipografikái; Kner Nyomda, Gyoma, 1988
- A világ emlékművei; Magvető, Budapest, 1989
- Virágvasárnap. A 60 éves költő 60 verse / Csoóri Sándor; Magyar Bibliofil Társaság, Budapest, 1990
- Nappali hold; Püski, Budapest, 1991
- Hattyúkkal, ágyútűzben; Kortárs, Budapest, 1994
- Senkid, barátod. A szerző válogatása életművéből; Trikolor–Intermix–Patent, Budapest–Ungvár–Debrecen, 1994 (Örökségünk)
- Tenger és diólevél. Összegyűjtött esszék, naplók, beszédek 1961–1994. 1–2.; Püski, Budapest, 1994 (Csoóri Sándor életműsorozata)
- Ha volna életem; Kortárs, Budapest, 1996
- Szálla alá poklokra. Esszék; Felsőmagyarország, Miskolc, 1997
- Csoóri Sándor válogatott versei; Unikornis, Budapest, 1998 (A magyar költészet kincsestára)
- A jövő szökevénye. Összegyűjtött versek; Kossuth Egyetemi, Debrecen, 2000
- Diófalomb és gyertyafény; Balaton Akadémia, Balatonboglár, 2000 (Balaton Akadémia könyvek)
- Csöndes tériszony. Új versek; Széphalom Könyvműhely, Budapest, 2001
- Így lásson, aki látni akar; Jókai Városi Könyvtár, Pápa, 2001 (Pápai diákok)
- Forgácsok a földön. Tanulmányok, esszék, interjúk; Széphalom Könyvvműhely, Budapest, 2001
- Elveszett utak; Nap, Budapest, 2003 (Magyar esszék)
- Elkártyázott köpeny; Helikon, Budapest, 2004
- Visszanéztem félutamról; Helikon, Budapest, 2004
- Futás a ködben; Nap, Budapest, 2005
- Ünnep a hegyen. Vallomások a szülőföldről; válogatta, szerkesztette: Káliz Sajtos József; Vörösmarty Társaság, Székesfehérvár, 2005
- Hetvenöt; válogatta, szerkesztette: Balogh Júlia és Görömbei András; Trifaux, Budapest, 2005
- Csoóri Sándor–Szakolczay Lajos: Nekünk ilyen sors adatott. Interjúk, versek, fotók; Írott Szó Alapítvány–Magyar Napló, Budapest, 2006
- Ördögfióka. Rajzok-versek gyermekhangra; rajz Ibolya Utcai Általános Iskola diákjai; Ibolya Utcai Általános Iskola, Debrecen, 2006
- Tenger és diólevél esszé, 1974–1977; Szent György, Budapest, 2007 (Szent György könyvek)
- Tizenhét kő a parton esszék; Nap, Budapest, 2007 (Magyar esszék)
- Moziba megy a hold; Cerkabella, Szentendre, 2008
- Harangok zúgnak bennem; Nap, Budapest, 2009
- A pokol könyöklőjén; Helikon, Budapest, 2010
- Föld, nyitott sebem. Összegyűjtött versek; Nap, Budapest, 2010 + CD
- A szétzilált nemzet esszék; Nap, Budapest, 2010 (Magyar esszék)
- Védőoltás. A magyar irodalomról az Ómagyar Mária-siralomtól napjainkig; Nap, Budapest, 2011
- Hova megy a hegy? Gyermekversek; Nap, Budapest, 2011
- Az elhalasztott igazság beszélgetések, 1971–2010; Nap, Budapest, 2011 (Magyar esszék)
- Csoóri Sándor legszebb versei; válogatta, utószó Pécsi Györgyi; AB-art, Bratislava, 2011
- Már én se volnék harminc év; Nap, Budapest, 2012
- Eltemethetetlen gondok; összeállította: Balogh Júlia; Magyar Közlöny Lap- és Könyvkiadó, Budapest, 2017 (Nemzeti könyvtár)
- Csillagkapu. Válogatott gyermekversek; válogatta: Balogh Júlia, utószó Pálfy G. István, zene Sebő-együttes; Erdélyi Szalon–IAT, Szentendre–Budapest, 2018 (Csoóri Sándor életműsorozat) + CD
- Csoóri Sándor emlékkönyv. Fehér holló feketében; összeállította: Balogh Júlia, szerkesztette: Pálfy G. István; Erdélyi Szalon–IAT, Szentendre–Budapest, 2018
- Éji nap – nappali hold. Naplójegyzetek, töredékek; szerkesztette: Balogh Júlia, Pálfy G. István; Erdélyi Szalon–IAT, Szentendre–Budapest, 2018
  - 1. 1955–1989
  - 2. 1990–2011
- Kapaszkodás a megmaradásért. In memoriam Csoóri Sándor; válogatta: Márkus Béla, összeállította, szerkesztette: Gróh Gáspár; Nap, Budapest, 2019 (In memoriam)
- Régi vérfoltok vöröslenek. Kötetben meg nem jelent írások, 1960–2008; összeállította: Kovács Attila Zoltán, Urbán László, szerkesztette: Balogh Júlia, Pálfy G. István; Erdélyi Szalon–IAT, Szentendre–Budapest, 2019
- Csoóri Sándor összegyűjtött versei; összeállította: Balogh Júlia, szerkesztette: Pálfy G. István; Erdélyi Szalon–IAT, Szentendre–Budapest, 2019 (Csoóri Sándor életműsorozat)
  - 1. 1951–1967. Poétai útkeresések
  - 2. 1967–1977. Költői magára találás
  - 3. 1980–1989. Költői beérkezés
  - 4. 1994–2014. A Parnasszuson

## Díjai
- József Attila-díj (1954, 1970)
- Alföld-díj (1978, 1990)
- Herder-díj (1981)
- Bibó István-díj (1984)
- Az Év Könyve Díj (1985, 1995, 2004)
- Déry Tibor-díj (1987)
- Fitz József-könyvdíj (1989)
- Kossuth-díj (1990)
- Magvető Könyvkiadó Nívódíja (1990)
- Radnóti-díj (1990)
- Eeva Joenpelto-díj (1995)
- Károli Gáspár-díj (1997)
- Magyar Örökség díj (1997, 2005)
- A Magyar Köztársasági Érdemrend középkeresztje a csillaggal (2000)
- Kölcsey-emlékplakett (2000)
- Arany János-nagydíj (2003)
- Magyar Művészetért díj (2004)
- Magyar Szabadságért díj (2004)
- Teleki Pál-emlékérem (2005)
- Balassi Bálint-emlékkard (2006)
- Győri Könyvszalon alkotói díj (2007)[14]
- Prima Primissima díj (2008)
- Kossuth-nagydíj (2012)
- Budapest díszpolgára (2014)[15]
- A Nemzet Művésze (2014)
- Esztergom díszpolgára (2015)[16]
- Zámoly község díszpolgára (1996)

## Emlékezete
- Csoóri Sándor költő és író domborműportréja, pápai református kollégium, 2018. január 25-én avatták fel
- Csoóri Sándor-emlékpad, Rákospalota-Újpest vasútállomás
- A Fejér megyei irodalmi emlékfal Csoóri Sándort ábrázoló domborműve, Kontur András szobrászművész alkotása, Gárdony, 2017